# Tycho Brahe (Schiff)
Das Fährschiff Tycho Brahe verbindet seit 1991 das dänische Helsingør mit dem schwedischen Helsingborg. Die Strecke über den Öresund ist circa 5 km lang und wird in 20 Minuten bewältigt.
Das Schiff wurde nach dem dänischen Astronomen Tycho Brahe benannt und von Königin Margarethe II. von Dänemark getauft.
Die Tycho Brahe kann 1250 Passagiere und 240 Pkw befördern.

## Bilder

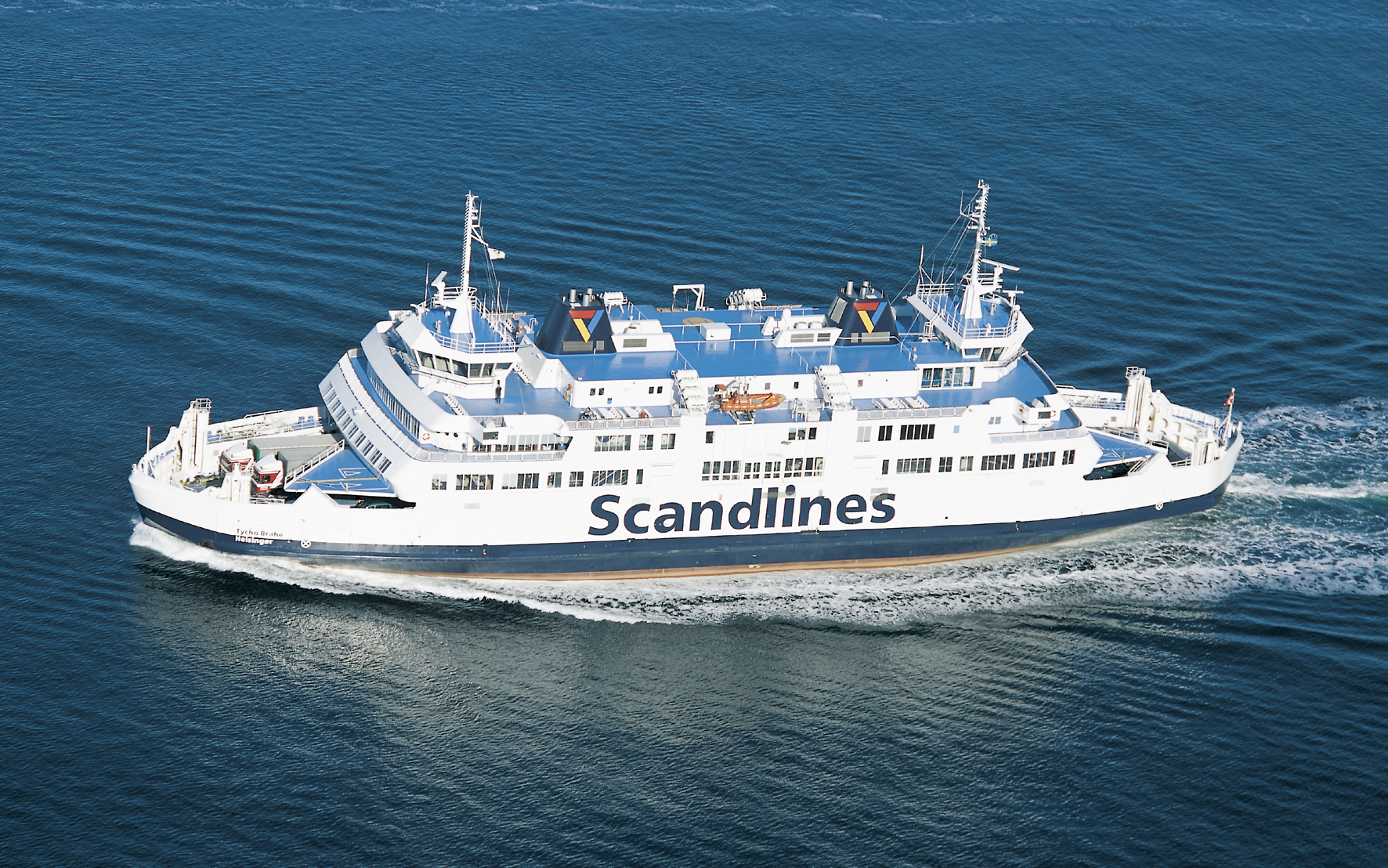
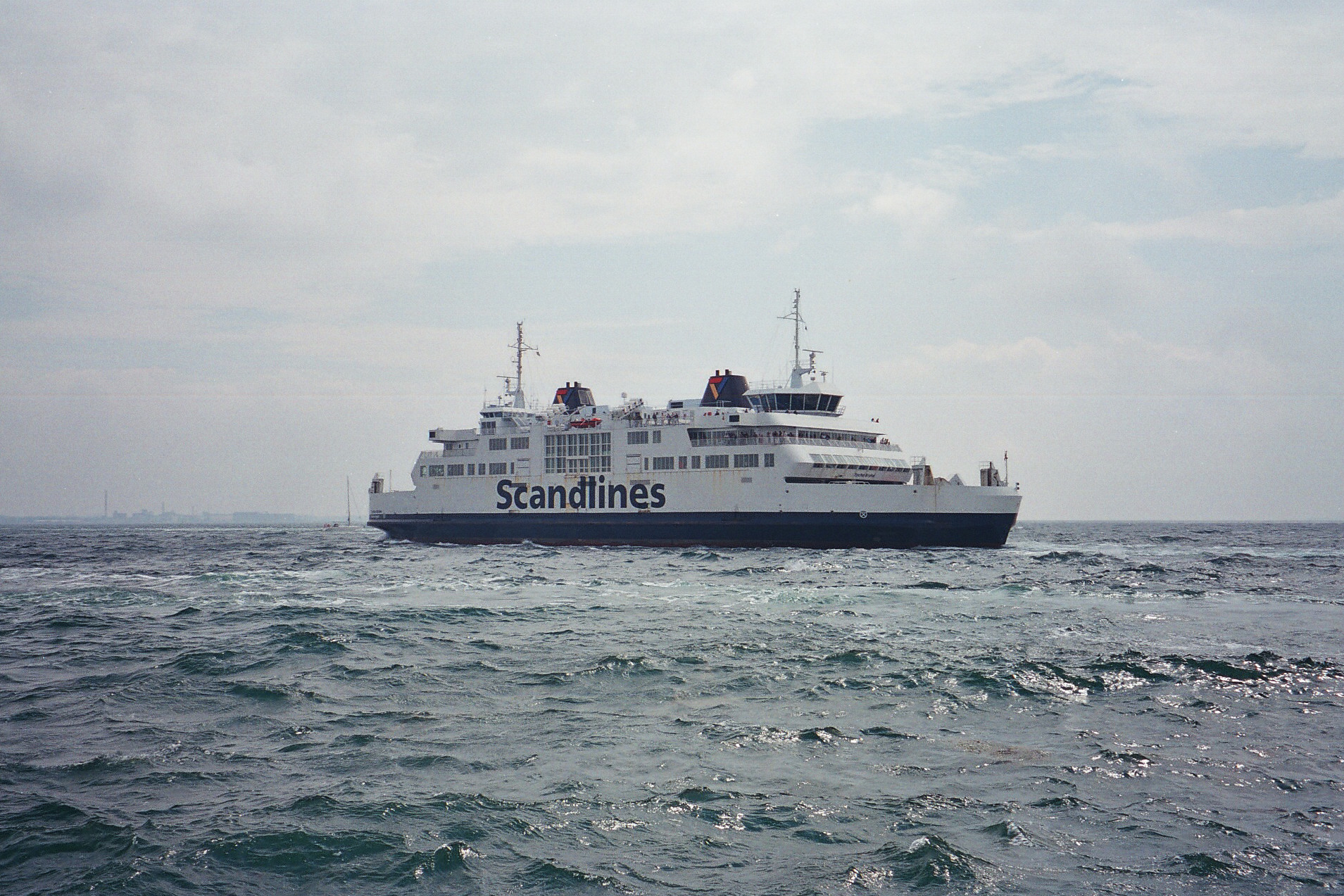
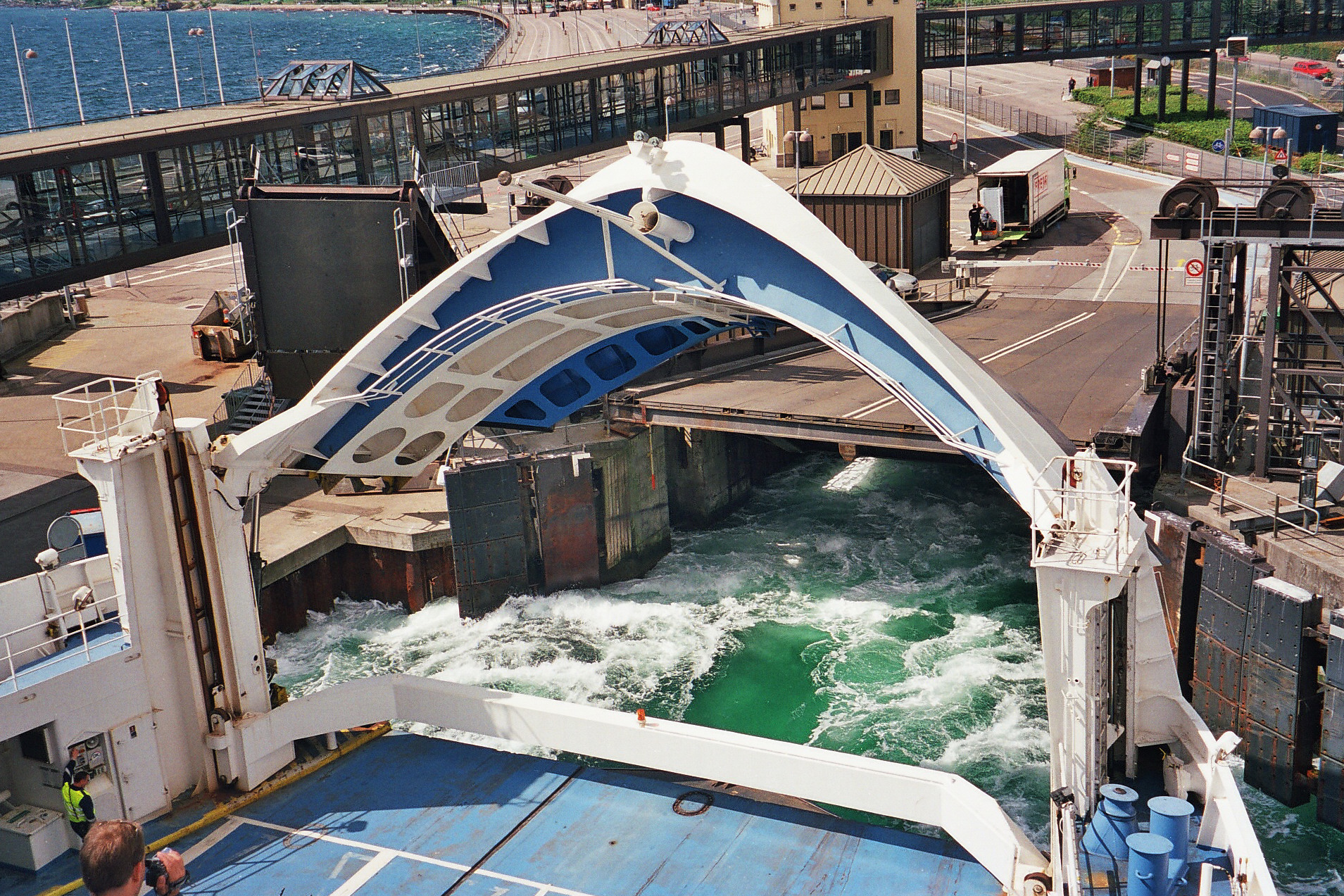

## Umrüstung auf batterieelektrischen Betrieb
Das Fährschiff und sein Schwesterschiff Aurora af Helsingborg wurden 2018 auf batterieelektrischen Betrieb umgerüstet. Das Laden der Schiffe erfolgt vollautomatisch mithilfe eines Roboterarms und dauert fünf bis neun Minuten für die Überfahrt von 20 Minuten. Eine Strecke benötigt circa 1.175 kWh, die Batterien hatten zunächst eine Kapazität von 4.160 kWh und wurden später auf 6.400 kWh erweitert. Durch die Umrüstung konnten die CO2-Emissionen auf der Strecke um etwa 65 % reduziert werden, indem die beiden umgerüsteten Schiffe den Großteil des Fahrplans bestreiten. Die Dieselmotoren verblieben auf dem Schiff, so dass das Schiff auch mit entladenen Batterien fahrtüchtig bleibt.
Die EU unterstützte die Umrüstungen im Rahmen von Connecting Europe Facility mit rund 13,15 Mio. Euro. Die Gesamtkosten der Umrüstungen beliefen sich auf 300 Mio. SEK (knapp 30 Mio. Euro).